# Корзун Роман Анатолійович
Рома́н Анато́лійович Корзун (12 квітня 1981 — 13 січня 2015) — солдат 1-ї окремої танкової бригади Збройних Сил України, учасник російсько-української війни.

## Короткий життєпис
Народився 12 квітня 1981 року в місті Київ. Мешкав у Святошинському районі міста Києва. У 1996 році закінчив 9 класів загальноосвітньої школи № 304 міста Києва (нині — спеціалізована школа № 304 міста Києва). Працював водієм у Товаристві з обмеженою відповідальністю «Ласунка-Столиця».
У березні 2014-го мобілізований, стрілець-водій мінометної батареї, 1-а окрема танкова бригада.
13 січня 2015-го загинув під час обстрілу у селищі Піски.
Вдома залишились батьки. Похований в Києві на Берковецькому кладовищі.

## Нагороди та вшанування
- Указом Президента України № 311/2015 від 4 червня 2015 року, «за особисту мужність і високий професіоналізм, виявлені у захисті державного суверенітету та територіальної цілісності України, вірність військовій присязі», нагороджений орденом «За мужність» III ступеня (посмертно)[1].
- Нагороджений нагрудним знаком «За оборону Донецького аеропорту» (посмертно).
- Меморіальна дошка Роману Корзуну встановлена на будівлі Київської спеціалізованої школи № 304 по вулиці Академіка Єфремова, 21а[2][3].
- Вшановується в меморіальному комплексі «Зала пам'яті», в щоденному ранковому церемоніалі 13 січня[4][5].